# La venganza de Analía
La venganza de Analía é uma telenovela colombiana produzida pela CMO Producciones e exibida pelo Caracol Televisión de 15 de abril a 3 de julho de 2020 em 56 capítulos, substituindo A otro nivel e sendo substituída pela reprise Rafael Orozco, el ídolo, foi estrelada por Carolina Gómez.

## Sinopse
Depois de descobrir detalhes desconhecidos de seu passado, Analía Guerrero decide se vingar por conta própria contra o assassino de sua mãe: Guillermo León Mejía, um político corrupto proeminente, candidato à Presidência da República.
Analía se preparou habilmente para ser a assessora política mais importante do país e se tornará o braço direito e estrategista do candidato; vai colocá-lo em primeiro lugar nas urnas, e depois demoli-lo, revelando seu passado, cada um de seus atos de corrupção e atividades fora da lei; Isso o fará perder a presidência e até mesmo sua liberdade. Mas o que ela não contava é que Guillermo León Mejía, aquele homem que ela odeia e que lhe declarou guerra, é seu próprio pai. E, além disso, que ao derrubar seu pai, ele levará para o mesmo abismo o único homem que ele amou, Pablo De La Torre.

## Elenco
| Atriz/Ator            | Personagem                              |
| --------------------- | --------------------------------------- |
| Carolina Gómez        | Analía Guerrero "Rana"/ Ana Lucía Junca |
| Marlon Moreno         | Guillermo León Mejía                    |
| George Slebi          | Pablo de la Torre Márquez               |
| Geraldine Zivic       | Rosario Castiblanco Márquez de Mejía    |
| Kristina Lilley       | Andrea Correa / Susana Guerrero         |
| Alejandro Gutiérrez   | Santiago Castiblanco Márquez            |
| Edwin Maya            | Juan Mario Mejía Márquez                |
| Michelle Manterola    | Isabella Aponte                         |
| Viviana Santos        | Sofía Mejía Márquez                     |
| Ana María Sánchez     | Fabiola Contreras                       |
| Carolina Cuervo       | Liliana Camargo                         |
| Ana Wills             | Alejandra Mejía Márquez                 |
| Juliana Galvis        | Carolina Valencia                       |
| Andrea Gómez          | Dora Serna "Dorita"                     |
| María Cecilia Botero  | Eugenia Márquez de la Torre             |
| Santiago Felipe Gómez | Benji                                   |
| Juan Alfonso Baptista | Mark Salinas                            |
| Orlando Valenzuela    | Ramiro Pérez                            |
| Alejandra Villamizar  | Fabiola Contreras (jovem)               |
| Alex Quiroga          | Carrasco                                |
| Brian Moreno          | Guillermo León Mejía "Memo" (jovem)     |
| Carlos Camacho        | Manuel José de la Torre" (jovem)        |
| Juan Manuel Oróstegui | El Ingeniero                            |
| Diego Mateus          | el Teniente Agustín Bahamón             |
| Diego Sarmiento       | Ramiro Cuéllar                          |
| Edgar Rodríguez       |                                         |
| Gerardo Calero        | Mariano                                 |
| Gerónimo Barón        | David de la Torre Márquez (filho)       |
| Jacobo Díez           | Pablo de la Torre Márquez (filho)       |
| Jeshua Rico           | Andrei Robiras "Toto"                   |
| Jimena Durán          | Magda Meneses                           |
| Juan David González   | Santiago Castiblanco (jovem)            |
| Julián Mora           | "Tarántula"                             |
| Julieta Villar        | Helena de la Torre Valencia             |
| Manuel Sarmiento      | Salvador Suárez                         |
| María Fernanda Duque  | Ana Lucia Junca (filha) "Rana"          |
| Matías Maldonado      | Andrei Robiras "Toto" (filho)           |
| Mauricio Figueroa     | Manuel José de la Torre                 |
| Obeida Benavides      | Doña Nidia                              |
| Rebeca Milanés        | Darelis Junca                           |
| Ricardo Mejía         | David de la Torre Márquez               |
| Vladimir Bernal       |                                         |